# ورزشگاه آلاشکرت
ورزشگاه آلاشکرت (ارمنی: Ալաշկերտ մարզադաշտ) ورزشگاه فوتبال در ایروان، ارمنستان و ورزشگاه خانگی باشگاه فوتبال آلاشکرت است. این ورزشگاه تا سال ۲۰۱۳ «ورزشگاه نائیری» نام داشت.
این ورزشگاه در سال ۱۹۶۰ میلادی افتتاح شده است و ظرفیت آن ۶٬۸۵۰ نفر است.

## نگارخانه

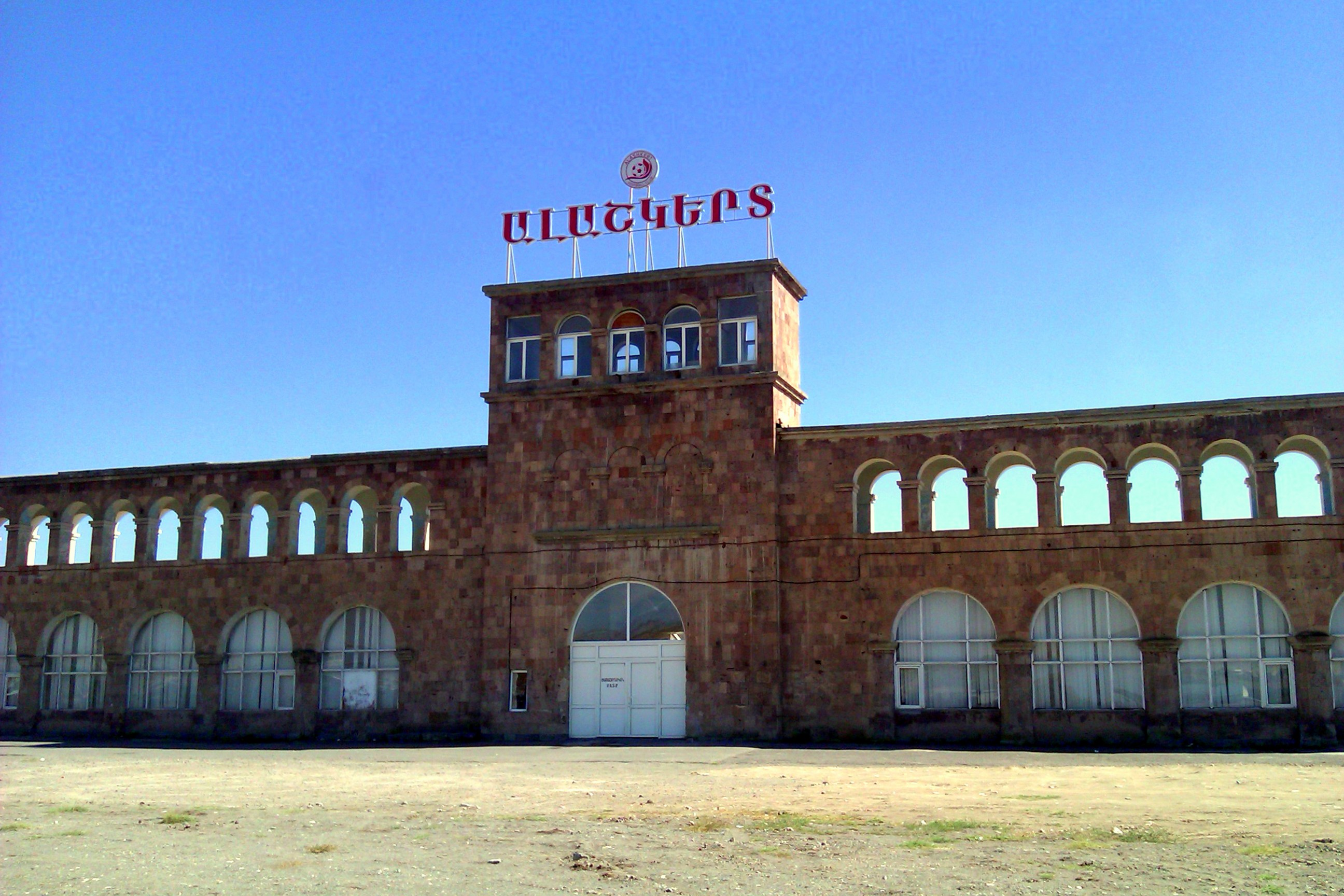
ورودی اصلی
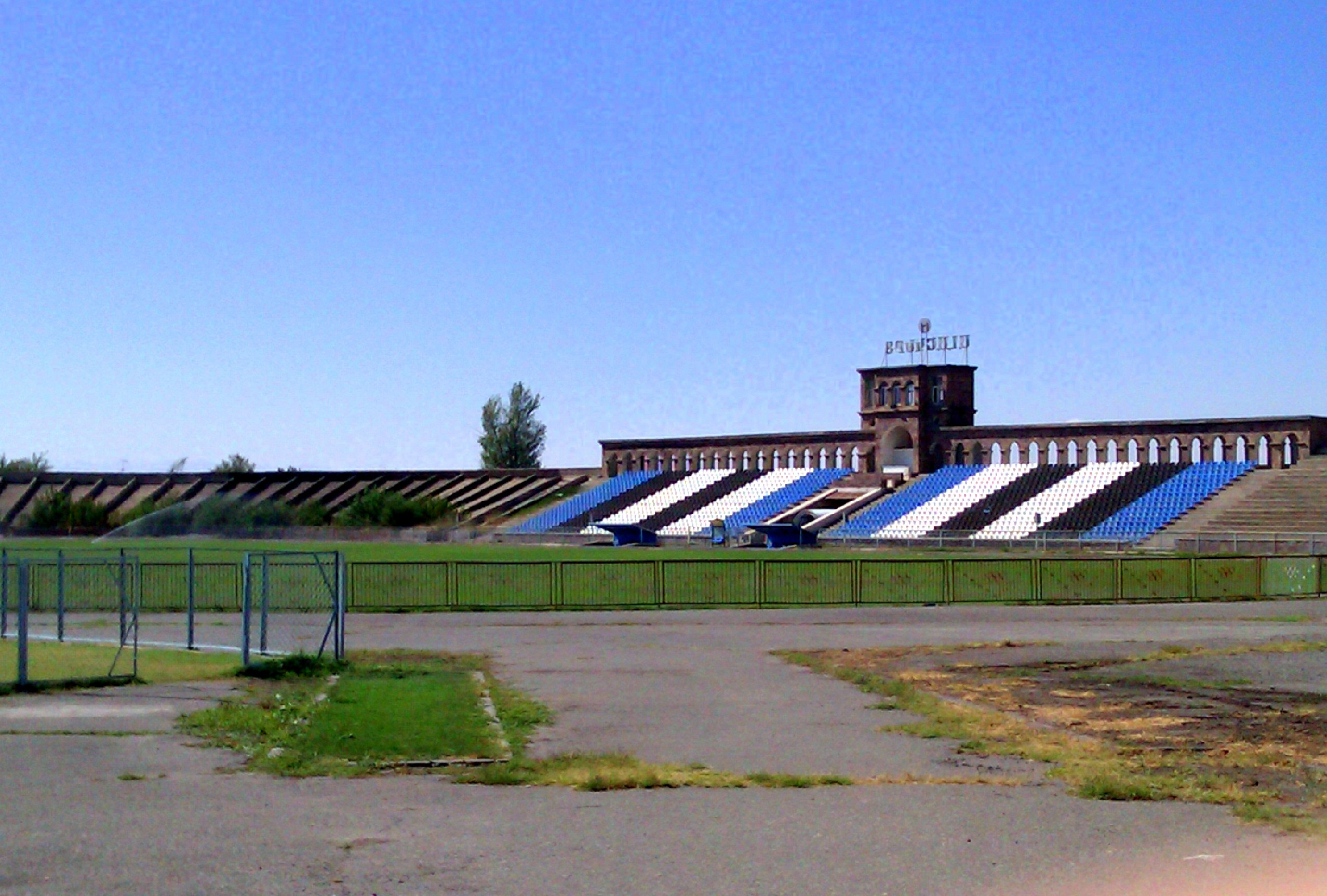
نمای عمومی
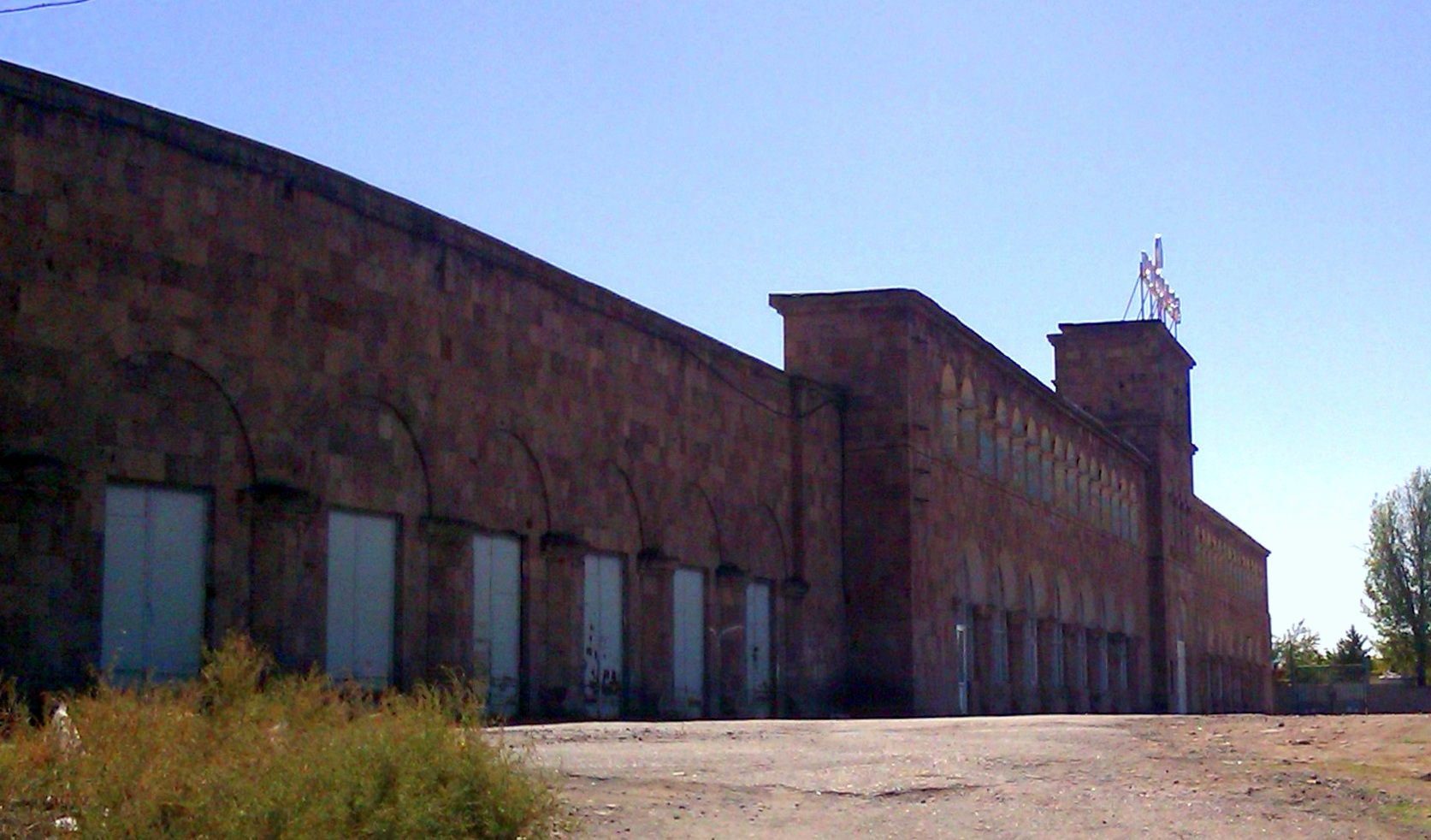
دیوارهای ورزشگاه